# 羅斯·泰勒 (神秘博士)
罗斯·泰勒是英国科幻电视剧《神秘博士》中的虚构人物。她由系列制片人拉塞尔·T·戴维斯创作，比莉·派珀饰演。随着2005年《神秘博士》的复活，罗斯作为系列主角博士的新旅行伙伴出现。